# Liste des évêques d'Owensboro
Liste des évêques d'Owensboro
(Dioecesis Owensburgensis)
L'évêché d'Owensboro est créé le 9 décembre 1937, par détachement de celui de Louisville.

## Sont évêques
- 16 décembre 1937-† 25 septembre 1960 : Francis Cotton (Francis Ridgley Cotton)
- 10 mars 1961-30 juin 1982 : Henry Soenneker (Henry Joseph Soenneker)
- 23 octobre 1982-5 janvier 2009 : John McRaith (John Jérémiah McRaith)
- depuis le 15 décembre 2009 : William Medley (William Francis Medley)

## Sources
- L'ANNUAIRE PONTIFICAL, sur le site http://www.catholic-hierarchy.org, à la page